# Vuk samotnjak (1972.)
Vuk samotnjak hrvatski je dugometražni film iz 1972. godine.

## Radnja
Radnja filma se odvija u Lici, neposredno nakon Drugog svjetskog rata. Dječak Ranko nalazi u planini psa, njemačkog ovčara, koji je tu ostao poslije rata. Ranko ga spašava iz zamke u koju se uhvatio te se sprijateljuje s njim. Po natpisu s medaljice na ogrlici naziva ga „Hund”. Međutim, pošto je pas sličan vuku seljani veruju da se radi o opasnom vuku, samotnjaku, i da ga treba ubiti. Dječak zbog toga strahuje za svog ljubimca te mu u tajnosti nosi hranu u planinu. Pas ga jednom čak spašava od vuka. Seljaci organiziraju hajku, jer vjeruju da je taj vuk samotnjak poklao ovce u jednom toru. U posljednjem trenutku dječak spašava svog prijatelja.

## Uloge
- Slavko Štimac – Ranko
- Željko Mataija – Ređo
- Ivan Štimac – Ćiro
- Boro Ivanišević – Joso
- Smiljan Čičić – Nikolica
- Edo Peročević – Otac
- Finka Pavičić Budak – Baka
- Dragomir Felba – Daneša
- Slavica Fila – učiteljica

## Nagrade
- Velika srebrna arena (Pula 72'; Pulski filmski festival)[1]
- Nagrada publike „Jelen” (najviše glasova publike)[1]
- Nagrada Doma pionira (Niš 73'; Slavko Štimac)[1]
- Nagrada „Jovellanos” Nacionalnog centra dječjeg i omladinskog filma (Gijón 72')[1]
- Nagrada kinematografskih pisaca (Gijón 72')[1]
- „Zlatni delfin” za najbolji igrani film (Teheran 72')[1]
- Nagrada „Chauette” (Bruxelles 80')[1]